# Bekçi
Als Bekçi (‚Wächter‘) wird eine Art Hilfspolizist in der Türkei bezeichnet. Die offizielle Bezeichnung lautet Çarşı ve mahalle bekçileri („Markt- und Viertelswächter“).

## Geschichte
Bereits im Osmanischen Reich gab es Personen, die für die Aufrechterhaltung der öffentlichen Ordnung auf den Märkten und in den Stadtvierteln zuständig waren. Sie trugen Bezeichnungen wie ases, asesbaşı, yasakçı oder böcekbaşı. Die Bezeichnung Bekçi geht auf eine Art Verordnung zurück, die 1914 im Osmanischen Reich die „Markt- und Nachbarschaftspolizei“ (Çarşı ve Mahallât Bekçileri) regelte und 1966 mit Gesetz Nr. 772 wieder aufgenommen wurde. Obwohl seit 1974 keine neuen Bekciler mehr eingestellt wurden, kontrollierten sie noch bis 2008 als Nachtwächter in der Türkei. Nach dem Putschversuch in der Türkei 2016 wurde die Rekrutierung per Dekret durch Recep Erdoğan im Jahr 2016 wieder aufgenommen, die ersten Einsätze gab es 2017. Im Jahr 2016 gab es etwa 4.000

## Befugnisse und Struktur
Befugnisse und Struktur sind per Gesetz Nr. 7245 geregelt. Die Ausbildungszeit eines Bekçi beträgt drei Monate. Voraussetzung für die Aufnahme der Ausbildung ist eine Aufnahmeprüfung und eine Gesundheitsprüfung. Nach Abschluss der Ausbildung folgt eine Bewährungsphase, deren Länge mindestens ein Jahr und höchstens zwei Jahre beträgt. Das Einsatzgebiet eines Bekçi ist örtlich beschränkt. Ihre Aufgabe laut Gesetz ist die Sicherung und Gewährleistung des Wohlbefindens, Unterbinden von Gewalt, und Hilfe bei Unfällen oder Bränden. Verdächtige Zustände sollen Bekçi den regulären Ordnungskräften melden. Sie sind aber auch angehalten bei Demonstrationen, Protestmärschen oder unübersichtlichen Lagen bis zum Eintreffen der regulären Ordnungskräfte präventive Maßnahmen einzuleiten. Bekçi haben während ihrer Arbeitszeit das Recht und die Aufgabe Straftaten zu verhindern, fliehende Täter festzunehmen und die Personalien festzustellen. Im Juni 2020 beschloss das türkische Parlament, dass sie Schusswaffen tragen und anwenden, Fahrzeuge anhalten, Ausweise kontrollieren und Leibesvisitationen vornehmen und bis zum Eintreffen der Polizei Maßnahmen ergreifen, um Proteste und Märsche zu verhindern, die die öffentliche Ordnung störten. Verhaftungen und Verhöre sind ihnen aber nicht gestattet.
Sie unterstehen genau wie Polizei und Gendarmerie dem Innenministerium.

## Kritik
Die politische Opposition sieht in der neuen Aufstellung der Bekçi den Aufbau einer „Parallelpolizei“, die in den einzelnen Vierteln der Städte zur Überwachung der Bürger dienen soll. Auch befürchten Kritiker eine Art „Sittenpolizei“ der konservativen AKP-Regierung.
Die Türkei-Verantwortliche der Menschenrechtsorganisation Human Rights Watch, Emma Sinclair-Webb, sagte nach der Ausweitung der Befugnisse 2020, es sei unklar, wie die Überwachung der Bekciler geregelt sei, um eventuellen Missbrauch zu verhindern. Die Türkei sei bereits ein Land, in dem die Polizei ungestraft bleibe. Die Regulierungsmechanismen bei den Wächtern erschienen noch schwächer. Sie kritisierte auch, dass das Auswahlverfahren für den Dienst als Bekciler undurchsichtig sei.
Die größte Oppositionspartei Cumhuriyet Halk Partisi (CHP) sieht die Ausweitung der Befugnisse mit großer Sorge und warf der AKP vor, eine eigene Miliz zu gründen. Auch die İyi Parti hat vehement gegen die Ausweitung der Befugnisse argumentiert.